# James Russell Lowell
James Russell Lowell (Cambridge (Massachusetts), 22 de fevereiro de 1819—Cambridge (Massachusetts), 12 de agosto de 1891) foi um poeta romântico, crítico, satírico, escritor, diplomata e abolicionista dos Estados Unidos da América.
Foi o primeiro editor da revista literária The Atlantic Monthly.

## Vida
Lowell formou-se no Harvard College em 1838, apesar de sua reputação de encrenqueiro, e se formou em direito pela Harvard Law School. Publicou sua primeira coleção de poesias em 1841 e casou-se com Maria White em 1844. O casal teve vários filhos, embora apenas um tenha sobrevivido à infância.
Ele se envolveu no movimento para abolir a escravidão, com Lowell usando a poesia para expressar suas visões antiescravidão e aceitando um emprego na Filadélfia, Pensilvânia, como editor de um jornal abolicionista. Depois de voltar para Cambridge, Lowell foi um dos fundadores de uma revista chamada The Pioneer, que durou apenas três edições. Ele ganhou notoriedade em 1848 com a publicação de A Fable for Critics, um poema de comprimento de livro satirizando críticos e poetas contemporâneos. No mesmo ano, ele publicou The Biglow Papers, que aumentou sua fama. Ele passou a publicar várias outras coleções de poesia e ensaios coleções ao longo de sua carreira literária.
Maria morreu em 1853, e Lowell aceitou uma cátedra de línguas em Harvard em 1854. Ele viajou para a Europa antes de assumir oficialmente suas funções de professor em 1856, e casou-se com Frances Dunlap logo depois em 1857. Naquele ano, Lowell também se tornou editor do The Atlantic Monthly. Ele continuou a ensinar em Harvard por vinte anos.
Ele recebeu sua primeira nomeação política, a embaixada no Reino da Espanha 20 anos depois. Mais tarde, foi nomeado embaixador na Corte de St. James. Ele passou seus últimos anos em Cambridge na mesma propriedade onde nasceu e morreu lá em 1891.
Lowell acreditava que o poeta desempenhava um papel importante como profeta e crítico da sociedade. Ele usou a poesia para a reforma, particularmente no abolicionismo. No entanto, seu compromisso com a causa antiescravagista vacilou ao longo dos anos, assim como sua opinião sobre os afro-americanos. Ele tentou imitar o verdadeiro sotaque ianque no diálogo de seus personagens, particularmente em The Biglow Papers. Esta representação do dialeto, assim como suas muitas sátiras, foi uma inspiração para escritores como Mark Twain e H. L. Mencken.

## Lista de obras selecionadas
Coleções de poesia
- A Year's Life (1841)
- Miscellaneous Poems (1843)
- The Biglow Papers (1848)
- A Fable for Critics (1848)
- Poems (1848)
- The Vision of Sir Launfal (1848)
- Under the Willows (1869)
- The Cathedral (1870)
- Heartsease and Rue (1888)

Coleções de ensaios

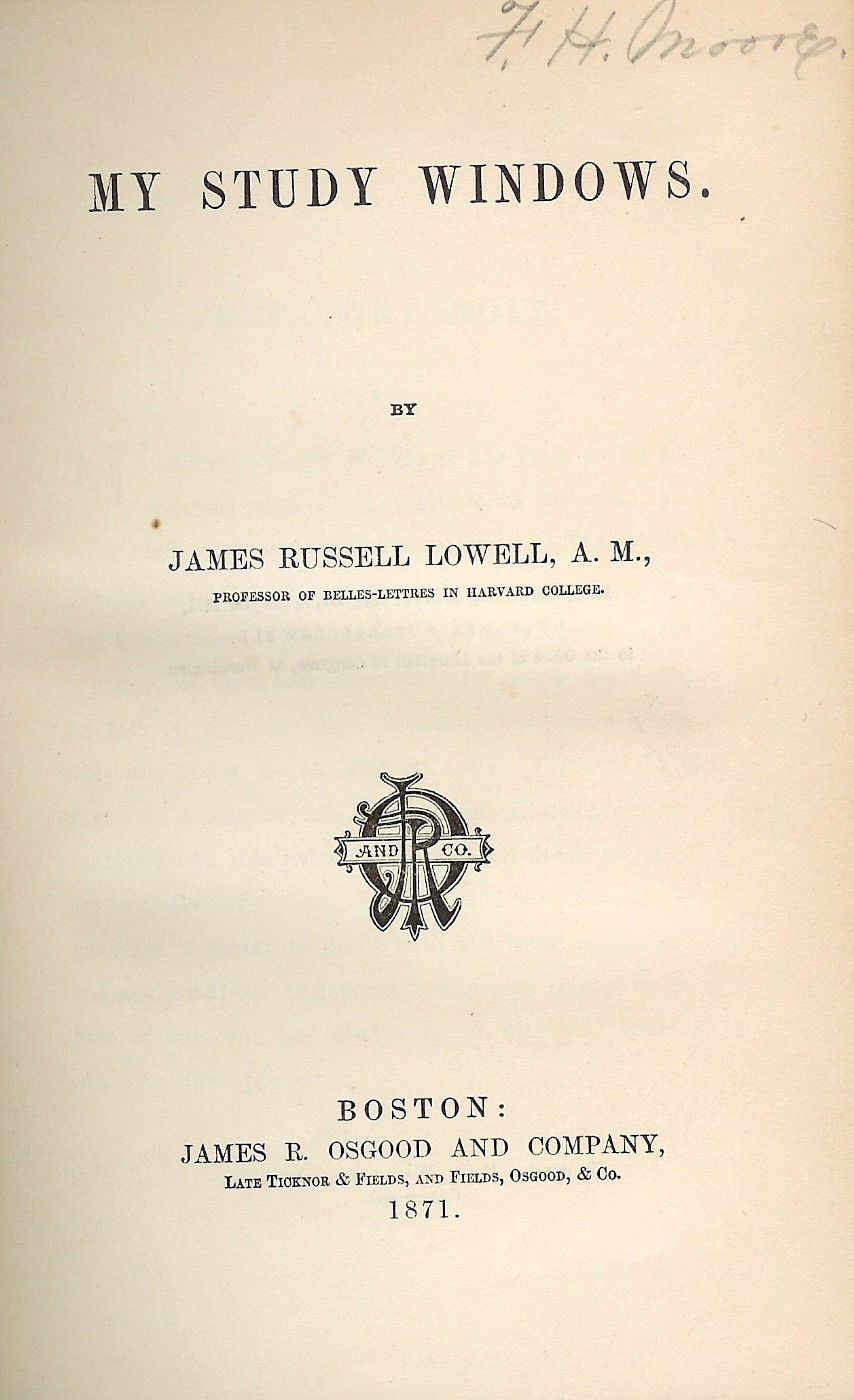
My Study Windows (1871)

- Conversations on the Old Poets (1844)
- Fireside Travels (1864)
- Among My Books (1870)
- My Study Windows (1871)
- Among My Books (second collection, 1876)
- Democracy and Other Addresses (1886)
- Political Essays (1888)

## Leituras
- Duberman, Martin. James Russell Lowell. Boston: Houghton Mifflin Company, 1966.
- Heymann, C. David. American Aristocracy: The Lives and Times of James Russell, Amy, and Robert Lowell. New York: Dodd, Mead & Company, 1980. ISBN 0-396-07608-4
- Nelson, Randy F. The Almanac of American Letters. Los Altos, California: William Kaufmann, Inc., 1981. ISBN 0-86576-008-X
- Sullivan, Wilson. New England Men of Letters. New York: The Macmillan Company, 1972. ISBN 0-02-788680-8
- Wagenknecht, Edward. James Russell Lowell: Portrait of a Many-Sided Man. New York: Oxford University Press, 1971.